# Эркетен (род)
Эркетен (что в переводе с калмыцкого языка означает «властные», «могущественные») — калмыцкий (ойратский) род, входящий в состав торгутов, а также бузавов. Сформировался на основе одноимённого сословия государственных служащих при джунгарских правителях в период с XV по XVII век. По мнению ряда исследователей, род эркетен восходит к кереитам.
В Калмыцком ханстве представители средней и младшей аристократии рода занимали важные государственные посты, находились в ближайшем окружении ханов. Эркетеневский улус, наряду с другими крупными улусами, составлял основу калмыцких иррегулярных войск, являлся важной экономической и военно-политической составляющей ханства.

## Символика рода
Традиционно среди монгольских народов главным символом рода является тамга, используемая одновременно как печать, герб и тавро. К известным тамгам эркетен относятся:

Джанхават — общая тамга всех родов Эркетеневского улуса
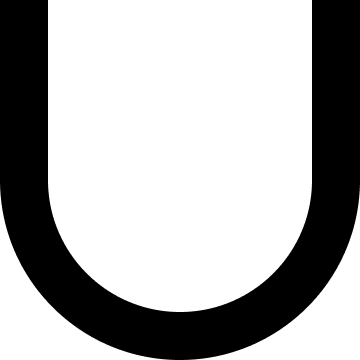
Тах (копыто, подкова) — тамга рода яргачин-эркетен
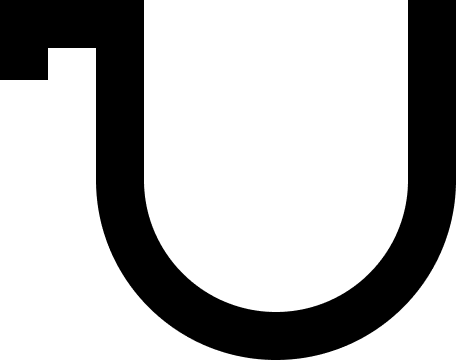
Тах (копыто, подкова) — тамга рода эркетен-баргас